# Uốn

Một mặt cắt của dầm đơn giản chịu lực uốn thẳng đứng từ trên xuống dưới.

Trong bộ môn Cơ học ứng dụng, uốn (hay còn gọi là tạo độ cong) là đặc điểm tình trạng của kết cấu yếu tố được gây ra bởi tải trọng. Thông thường, nói đến độ cong thì thường liên quan đến độ cong của dầm.
Một thanh treo trong tủ quần áo bị võng dưới sức nặng của quần tác dụng lên thanh treo quần áo là một ví dụ về một thanh bị uốn.

## Trang liên quan
- uốn ngược
- lệch
- cường độ cắt
- ứng suất cắt
- uốn (làm việc của kim loại)